# Fakes Forgeries Experts
Fakes Forgeries Experts é uma revista anual sobre falsificação de Filatelia. Foi fundada em 1998 e é publicada pela Postiljonen em nome da Federação Internationale de philatélie e da Associação Internacional de peritos de Filatelia.
O primeiro editor-chefe foi Paolo Vollmeier, seguido por Knud Mohr. O atual editor-chefe é Jonas Hällström. Knud Mohr continua como editor honorário.